# Mistrzostwa Europy w Wędkarstwie Rzutowym (2003)
Mistrzostwa Europy w Wędkarstwie Rzutowym 2003 – mistrzostwa Europy w wędkarstwie rzutowym, które odbyły się w dniach 4-8 września 2003 w Berlinie, na tamtejszym Stadionie Olimpijskim.

## Wyniki
Wyniki zespołowe kobiet:
- 1. miejsce:  Polska,
- 2. miejsce:  Czechy,
- 3. miejsce:  Niemcy[1].

Wyniki zespołowe mężczyzn (seniorów):
- 1. miejsce:  Niemcy,
- 2. miejsce:  Czechy,
- 3. miejsce:  Polska[1].

Reprezentacja Polski odniosła następujące sukcesy:
- Iwona Bialik: złoty medal w konkurencji skish spinningowy, srebrny medal w konkurencji skish muchowy, brązowy medal w konkurencji rzut do tarczy Arenberga,
- Jacek Kuza: brązowy medal w konkurencji rzut ciężarkiem 7,5 g jednorącz na odległość,
- Janusz Paprzycki: złoty medal w konkurencji skish spinningowy,
- Monika Talar: brązowy medal w konkurencji skish muchowy,
- Mateusz Targosz: złoty medal w konkurencji rzut ciężarkiem 18 g oburącz na odległość,
- Włodzimierz Targosz: brązowy medal w konkurencji odległość multi[1].